# Per Mertesacker
Per Mertesacker (n. 29 septembrie 1984, Hanovra, Germania de Vest) este un jucător german de fotbal retras din activitate.

## Cariera la club
Per Mertesacker și-a început cariera ca debutant la echipa reprezentativă a orașului său, Hannover 96. În primul meci în care a pășit la echipa mare a avut un start ghinionist, spărgându-și nasul și marcând un gol după incident. Totuși, prestația bună din partidă l-a transformat în unul din cei mai promițători fundași ai Bundesligii. În timpul campionatului a ajuns să conducă defensiva, neutralizând orice adversar. 
În august 2006 a fost transferat la SV Werder Bremen pentru 5 milioane de euro ca rezultat al prestației excelente la Campionatul Mondial din 2006. Pe 31 august 2011 s-a confirmat transferul său la formația engleză Arsenal Londra.

## Echipa națională
Fundașul german a fost convocat pentru prima dată la selecționată pe 9 octombrie 2004 de Jürgen Klinsmann la un amical cu Iran. El avea 19 ani, fiind cel mai tânăr din toată naționala Germaniei.
Mertesacker a devenit o revelație la mondialul de peste doi ani din Germania, dar înfrângerea din semifinale contra Italiei l-a arătat atât de dezamăgit încât nu s-a mai prezentat la finala mică.

## Palmares

### Club
Werder Bremen
- Bundesliga

Finalist: 2007–08
- DFB-Pokal: 2008–09

Finalist: 2009–10
- DFB-Ligapokal: 2006
- Cupa UEFA

Finalist: 2008–09
Arsenal
- FA Cup: 2013–14

### Internațional
Germania
- Campionatul Mondial de Fotbal: 2014

Locul 3: 2006, 2010
- Campionatul European de Fotbal

Finalist: 2008
- Cupa Confederațiilor FIFA

Locul 3: 2005